# Слободкин, Яков Павлович
Яков Павлович Слобо́дкин (11 августа 1920, Ростов-на-Дону, Донская область — 25 января 2009, Москва) — советский и российский виолончелист, педагог. Заслуженный артист РСФСР (1968).

## Биография
Родился 11 августа 1920 года в Ростове-на-Дону в еврейской семье. Отец — Файвель Беркович (Павел Борисович) Слободкин (1879—1943), мещанин города Бахмута Екатеринославской губернии, был занят в торговле; семья проживала по адресу Малый проспект, дом № 26. У Я. П. Слободкина были две старшие сестры.
Учиться игре на виолончели начал с 5 лет. Первое публичное выступление состоялось в 10 лет. В 1930 году семья переехала в Москву, где его мать, Ида Яковлевна Слободкина (во втором браке Ямпольская, 1888—1960), впоследствии вторично вышла замуж за музыкального педагога, профессора Марка Ильича Ямпольского (1879—1951), занимавшегося и с её сыном.
В 1932 году авторитетная комиссия, организованная Н. К. Крупской, из лучших профессоров страны под руководством А. Б. Гольденвейзера из многотысячного числа соискателей отобрала талантливого мальчика в число 10 лучших. Так создавалась «Особая Детская Группа», на базе которой была открыта знаменитая Центральная музыкальная школа при Московской государственной консерватории имени П. И. Чайковского. В 1933 году юный виолончелист успешно выступил вне конкурса во время I Всесоюзного конкурса музыкантов-исполнителей и был премирован Советом Народных Комиссаров СССР. С 1935 года началась его концертная деятельность. В 1936 году Слободкин поступает в Московскую государственную консерваторию им. П. И. Чайковского в класс профессора М. И. Ямпольского. В 1937 году становится лауреатом II Всесоюзного конкурса скрипачей и виолончелистов. После конкурса его приглашают солистом в крупнейшую концертную организацию в СССР «Всероссийское гастрольно-концертное объединение» (ВГКО). Важным событием в жизни музыканта стало знакомство с композиторами С. Прокофьевым и Д. Шостаковичем. Творческие контакты оказали большое влияние на формирование его исполнительского мастерства. В 1941 году окончил МГК имени П. И. Чайковского, ученик М. И. Ямпольского. С 1941 года Яков Слободкин — солист Московской государственной филармонии. Участник Великой Отечественной войны. В годы войны (1941—1945) выступал во «фронтовых бригадах» на разных фронтах, дал более 1000 концертов. В 1943 году впервые в СССР исполнил концерт для виолончели с оркестром А. Дворжака. В 1947 году Я. Слободкин выезжает с группой артистов в Финляндию. На одном из концертов его игру услышал композитор Ян Сибелиус и на протяжении почти 10 лет их связывала творческая дружба. В 1950 году лауреат международного конкурса виолончелистов имени Г. Вигана в Праге. C 1948—1956 годах организатор и участник Квартета имени П. И. Чайковского вместе с Ю. Ситковецким, А. Шароевым и Р. Баршаем. Выступал в трио с Я. Флиером и И. Безродным, с пианистами С. Рихтером, Э. Гилельсом, Г. Гинзбургом, А. Гольденвейзером.
С 20 августа 1967 года преподавал в официально открывшемся 1 сентября этого года Ростовском государственном музыкально-педагогическом институте, исполняющий обязанности доцента по кафедре струнных инструментов (утверждён в должности доцента не был и на 1968—1969 год оставался старшим преподавателем, став доцентом уже в следующем 1969—1970 учебном году), в 1973—1975 годах профессор. В 1968 году удостоен звания заслуженного артиста РСФСР. С 1976 года жил в Москве.
Первый исполнитель произведений А. И. Хачатуряна, А. Г. Арутюняна, М. С. Вайнберга. Финский композитор Ян Сибелиус и болгарский композитор Панчо Владигеров посвятили ему свои произведения для виолончели[какие?]. За более чем полувековую концертную деятельность Яков Слободкин выступал в лучших залах мира с советскими и зарубежными дирижёрами, симфоническими оркестрами более чем в 30 странах мира. Якову Слободкину принадлежат следующие обработки для виолончели: Д. Тартини «Дьявольская трель», сочинения А. Бородина, Г. Венявского, Н. Паганини, Ф. Шопена.
Скончался на 89-м году жизни в Москве 25 января 2009 года. Похоронен в Москве на новом Донском кладбище, в родственном захоронении матери и отчима.

## Семья
- Старший сын — Павел Слободкин, композитор.
- Младший сын  — Дмитрий Слободкин[13].
- Брат (по отцу) — Юлий (Июлий) Слободкин, эстрадный певец.
- Дядя (брат отчима) — Абрам Ильич Ямпольский, музыкальный педагог.
- Двоюродный брат  — Давид Николаевич Вишневский, конструктор вооружения.
- Муж родной сестры —  Ростислав Дмитриевич Архангельский (1918—2006)[14], виолончелист, композитор и дирижёр, заведующий музыкальной частью Театра имени Е. Б. Вахтангова.
- Двоюродный дядя — Ицхак Исаак Шер, раввин. Основатель учебного центра Слабодка-ешива.

## Награды и премии
- Заслуженный артист РСФСР (1968)

## Ученики
Среди его воспитанников – лауреаты международных конкурсов, в том числе Виктория Яглинг, Александр Вольпов, Александр Жиров, Лариса Буневич.